# Alan Caillou
Alan Caillou, né Alan Lyle-Smithe le 9 novembre 1914 à Redhill dans le Surrey, en Angleterre, et mort le 1er octobre 2006 à Sedona en Arizona, aux États-Unis, est un écrivain, scénariste et acteur britannique.

## Biographie
Avant la Seconde Guerre mondiale, il suit des cours d'art dramatique puis, de 1936 à 1939, il est membre de la Palestine Police Force (en). En juin 1938, il est décoré de l'Ordre de l'Empire britannique. En janvier 1940, il est affecté dans le Royal Army Service Corps (en). Grâce à ses compétences linguistiques, il est transféré dans l'Intelligence Corps et sert dans le désert occidental où il a utilise le pseudonyme Caillou. Il est capturé en Afrique du Nord, emprisonné et menacé d'exécution en Italie, avant de s'enfuir pour rejoindre les forces britanniques à Salerne. Il est ensuite affecté pour servir avec les partisans en Yougoslavie. Il a décrit son expérience dans le livre The World is Six Feet Square, publié en 1954. Il est promu au grade de capitaine et décoré de la Croix militaire en 1944. Après la fin de guerre, il sert de nouveau dans la police en Somalie italienne de 1947 à 1952 et sert également de chasseur et guide interprète professionnel pour les touristes lors de safari. Il part ensuite pour le Canada où il devient acteur pour la télévision.
En 1955, il publie son premier roman Rogue's Gambit. Il s'établit à Hollywood en 1957 et mène de front les carrières d'écrivain, de scénariste et d'acteur. Comme acteur, il décroche de nombreux petits rôles, incarnant fréquemment des militaires ou des inspecteurs de police, dans plusieurs séries télévisées et une vingtaine de films.
Il crée plusieurs héros pour différentes séries de romans, dont Mike Benasque, journaliste, Cabot Cain, agent d'Interpol, ou encore le colonel Matthew Tobin.

## Œuvre

### Romans

#### SérieMike Benasque
- The Plotters, 1960
  - Conspirons !, Série noire no 654, 1961
- Marseilles, 1964
- Who'll Buy My Evil?, 1966
- Diamonds Wild, 1979

#### SérieCabot Cain
- Assault on Kolchak, 1969
- Assault on Loveless, 1969
- Assault on Ming, 1969
- Assault on Agathon, 1972
- Assault on Fellawi, 1972
- Assault on Aimata, 1975

#### SérieMatthew Tobin
- Dead Sea Submarine, 1971
- Terror in Rio, 1971
- Afghan Assault, 1972
- Congo War Cry, 1972
- Death Charge, 1973
- Swamp War, 1973
- The Garonsky Missile, 1976

#### SérieJosh Dekkersignée Alex Webb
- Blood Run, 1985
- Dekker’s Demons, 1985

#### SérieIan Quayle
- A League of Hawks, 1986
- The Sword of God, 1987

#### Autres romans
- Rogue's Gambit, 1955
- Alien Virus, 1957 (autre titre Cairo Cabal)
- The Walls of Jolo, 1960
  - Les Murs de Jolo, Denoël, 1962
- Rampage, 1961
  - Les Furies, Presses de la Cité, 1963
- Field of Women, 1962
- The Hot Sun of Africa, 1964
  - La Maison des négriers, Presses de la Cité, 1965
- A Journey to Orassia, 1965
- Khartoum, 1966
  - Khartoum, Presses de la Cité, 1966
- Bichu the Jaguar, 1969
  - La Forêt cruelle, Presses de la Cité, 1970, réédition Pocket no 874, 1971
- The Mindanao Pearl, 1973
- Sheba Slept Here, 1973
- Joshua's People, 1982
- The House on Curzon Street, 1983
- The Prophetess, 1984
- A Woman of Quality, 1984

### Autre ouvrage
- The World Is Six Feet Square, 1954

## Filmographie

### Adaptations
- 1963 : Massacre pour un fauve, adaptation de Rampage réalisée par Phil Karlson
- 1977 : Assault on Agathon (en), adaptation du roman éponyme réalisée par László Benedek
- 1989 : Douma et ses amis réalisé par Jeff Blyth

### en tant que scénariste pour le cinéma
- 1965 : Clarence, le lion qui louchait (Clarence, the Cross-Eyed Lion) de Andrew Marton
- 1965 : Village of the Giants de Bert I. Gordon
- 1970 : Les Machines du diable de Jack Starrett
- 1971 : Evel Knievel (en) de Marvin J. Chomsky
- 1977 : L'Horrible Invasion (Kingdom of the Spiders) de John Cardos

### en tant que scénariste pour la télévision
- 1958 : The Lonely Place, épisode de la série télévisée White Hunter réalisé par Ernest Morris (en)
- 1958 - 1959 : 4 épisodes de la série télévisée Behind Closed Doors (en)
- 1959 : A Check Will Do Nicely, épisode de la série télévisée 77 Sunset Strip réalisé par Ida Lupino
- 1960 : Madeleine, épisode de la série télévisée Armchair Mystery Theatre
- 1961 - 1962 : 3 épisodes de la série télévisée Thriller
- 1963 : The Other Side of the Mountain, épisode de la série télévisée Le Fugitif
- 1964 : Take Me to Paris, épisode de la série télévisée The Rogues (en)
- 1964 : The Magnus Beam, épisode de la série télévisée Voyage au fond des mers réalisé par Leonard Horn (en)
- 1964 : The Misanthrope, épisode de la série télévisée Flipper le dauphin réalisé par Frank McDonald
- 1964 - 1965 : 7 épisodes de la série télévisée Des agents très spéciaux
- 1966 : The Do or Die Raid, épisode de la série télévisée Commando du désert
- 1967 : The Deadly Masquerade, épisode de la série télévisée Commando Garrison réalisé par Nicholas Colasanto
- 1967 : 2 épisodes de la série télévisée Daktari
- 1968 : The Lions, épisode de la série télévisée Cowboy in Africa (en) réalisé par Lawrence Dobkin
- 1968 : One Night on Soledade, épisode de la série télévisée Opération vol  réalisé par Don Weis
- 1970 : The Aquarians (en), film TV réalisé par Don McDougall
- 1973 : The Six Million Dollar Man: Solid Gold Kidnapping, film TV réalisé par Russ Mayberry
- 1977 : The Mudworm, épisode de la série télévisée L'Homme de l'Atlantide réalisé par Virgil W. Vogel

### en tant qu’acteur

#### Au cinéma
- 1959 : Voyage au centre de la terre (Journey to the Center of the Earth) de Henry Levin : Rector
- 1960 : Les Sept Voleurs (Seven Thieves) de Henry Hathaway : Doctor Gerald Halsey
- 1961 : The Fiercest Heart de George Sherman : Major Adrian
- 1961 : Pirates of Tortuga (en) de Robert D. Webb : Ringose
- 1962 : It Happened in Athens de Andrew Marton : voix du narrateur
- 1962 : Five Weeks in a Balloon d'Irwin Allen : Inspector
- 1963 : Le Dernier sur la liste (The List of Adrian Messenger) de John Huston : Inspector Seymour
- 1964 : Signpost to Murder de George Englund : Dr Upjohn
- 1965 : Étranges Compagnons de lit (Strange Bedfellows) de Melvin Frank : Magistrate
- 1965 : Clarence, le lion qui louchait (Clarence, the Cross-Eyed Lion) de Andrew Marton : Carter
- 1966 : Rancho Bravo (The Rare Breed) de Andrew V. McLaglen : John Taylor
- 1968 : La Brigade du diable (The Devil's Brigade) de Andrew V. McLaglen : General Marlin
- 1968 : Les Feux de l'enfer (Hellfighters) de Andrew V. McLaglen : Harry York
- 1970 : Les Machines du diable (The Losers) de Jack Starrett : L'albanais
- 1972 : Tout ce que vous avez toujours voulu savoir sur le sexe sans jamais oser le demander (Everything You Always Wanted to Know About Sex * But Were Afraid to Ask) de Woody Allen : The Fool's Father
- 1976 : Dixie Dynamite (en) de Lee Frost (en) : Englishman
- 1977 : La Coccinelle à Monte-Carlo (Herbie Goes to Monte Carlo) de Vincent McEveety : Emile
- 1980 : Les Forces de l'au-delà (en) (Beyond Evil) de Herb Freed  : Police Inspector
- 1982 : L'Épée sauvage (The Sword and the Sorcerer) de Albert Pyun : King Sancho
- 1984 : Les Guerriers des étoiles (The Ice Pirates) de Stewart Raffill : Count Paisley

#### À la télévision (liste partielle)
- 1959 : Alcoa Presents: One Step Beyond (série télévisée) - Saison 1, épisode 2 : Night of April 14th : Steward
- 1959 : Maverick (série télévisée) - Saison 2, épisode 23 : Passage to Fort Doom : Fergus McKenzie
- 1959 : The Californians (en) (série télévisée) - Saison 2, épisode 27 : A Hundred Barrels : Captain
- 1959 : Sugarfoot (série télévisée) - Saison 3, épisode 3 : MacBrewster the Bold : Wee Rabbie MacBrewster
- 1959 : La Main dans l'ombre (série télévisée) - Saison 1, épisode 6 : The Assassin : Emmett
- 1960 : Thriller (série télévisée) - Saison 1, épisode 10 : The Prediction : Roscoe Burton
- 1960 : Aventures dans les îles (série télévisée) - Saison 2, épisode 12 : Incident in Suva : Inspector Black
- 1961 : Cheyenne (série télévisée) - Saison 5, épisode 7 : Duel at Judas Basin : Ian Stewart
- 1961 : Thriller (série télévisée) - Saison 1, épisode 20 : Hay-Fork and Bill-Hook : Sir Wilfred
- 1961 : Aventures dans les îles (série télévisée) - Saison 2, épisode 32 : Errand of Mercy : Bates
- 1962 : Thriller (série télévisée) - Saison 1, épisode 20 : The Specialists : Police Superintendent
- 1963 : Les Aventuriers du Far West (série télévisée) - Saison 11, épisode 18 : The Debt : Remy Nadeau
- 1964 : Des agents très spéciaux (série télévisée) - Saison 1, épisode 14 : The Terbuf Affair : Colonel Morisco
- 1965 : L'Homme à la Rolls (série télévisée) - Saison 2, épisode 20 : Who Killed Wimbledon Hastings? : Club Manager
- 1965 : Des agents très spéciaux (série télévisée) - Saison 2, épisode 8 : Les Tigres (The Tigers Are Coming Affair) : Colonel Quillon
- 1965 : L'Homme à la Rolls (série télévisée) - Saison 3, épisode 10 : Deadlier Than the Male : Jameson Willoughby
- 1966 : Tarzan (série télévisée) - Saison 1, épisodes 1-2-3 et 7 dans le rôle de Jason Flood
- 1966 : Annie, agent très spécial (série télévisée) - Saison 1, épisode 14 : Les Diamants de Topango (The Jewels of Topango Affair) : Arne Carson
- 1967 : Daniel Boone (série télévisée) - Saison 3, épisode 25 : Fort West Point : British Captain
- 1967 : Annie, agent très spécial (série télévisée) - Saison 1, épisode 25 : Une fameuse partie de poker (The Phi Beta Killer Affair) : Sergeant. Grimes
- 1967 : Bonanza (série télévisée) - Saison 4, épisode 7 : La guerre vient à Washoe (The War Comes to Washoe) : Walter Craigsmuir
- 1967 : Daniel Boone (série télévisée) - Saison 4, épisode 7 : Beaumarchais : British Major
- 1967 : Les Rats du désert (série télévisée) - Saison 2, épisode 10 : The Hide and Go Seek Raid : General Simms
- 1968 : Daniel Boone (série télévisée) - Saison 4, épisode 19 : Then Who Will They Hang from the Yardarm If Willy Gets Away? : Sergeant McIntosh
- 1969 : L'Homme de fer (série télévisée) - Saison 2, épisode 22 : Conséquence d’une découverte (A Drug on the Market) : Howard Geary
- 1969 : Daniel Boone (série télévisée) - Saison 6, épisode 5 : The Printing Press : Sergeant Ridley
- 1970 : Daniel Boone (série télévisée) - Saison 6, épisode 14 : Perilous Passage : Sergeant Pickens
- 1970 : Bonanza (série télévisée) - Saison 11, épisode 16 : Le Gros Lot (The Big Jackpot) : Jim Hare
- 1970 : L'Homme de fer (série télévisée) - Saison 3, épisode 18 : Vacances aux Fidji (Return to Fiji) : Devon
- 1971 : Mannix (série télévisée) - Saison 5, épisode 1 : Longue sera la nuit (Dark So Early, Dark So Long) : Derek
- 1972 : The Hound of the Baskervilles, téléfilm réalisé par Barry Crane (en) : Inspector Lestrade
- 1972 : Mannix (série télévisée) - Saison 6, épisode 9 : Un pas dans la nuit (One Step to Midnight) : Derek
- 1973 : Les Rues de San Francisco (série télévisée) - Saison 1, épisode 19 : Dernière Heure (Deadline) : Man at Marina
- 1973 : McMillan (série télévisée) - Saison 2, épisode 6 : The Fine Art of Staying Alive : Sir William

## Sources
- Claude Mesplède, Les Années Série noire vol.2 (1959-1966) Encrage « Travaux » no 17, 1993
- Claude Mesplède et Jean-Jacques Schleret, SN Voyage au bout de la Noire, p. 56, Futuropolis, 1982
- Les Auteurs de la Série Noire, 1945-1995, collection Temps noir, Joseph K., 1996, (avec Claude Mesplède), p. 74-75.